# سيرجي سولوفيوف
سيرغي ميخائيلوفيتش سولوفيوف (بالإنجليزية: Sergey Mikhaylovich Solovyov) (سولوفييف، (بالروسية: Серге́й Миха́йлович Соловьёв)‏) كان واحدًا من المؤرخين الروس العظماء الذين أثروا على جيل المؤرخين الروس التالي لهم، ومن أبرزهم (فاسيلي كليوتشيفسكي، وديميتري إيلوفيسكي وسيرجي بلاتونوف. ويعد ابنه فلاديمير سولوفيوف واحدًا من أعظم الفلاسفة الروس. وكان ابنه الأكبر فسيفولود سولوفيوف روائيًا تاريخيًا.

## حياته وأعماله
درس سولوفيوف في جامعة موسكو على يد تيموفي غرانوفسكي وسافر داخل قارة أوروبا كمدرس خصوصي لأولاد الأمير ستروجانوف حتى عام 1844. والتحق في السنة التالية بهيئة التدريس في جامعة موسكو حتى ترقى لدرجة عميد (من 1871 حتى 1877). كما أدار أيضًا متحف الكرملين الحربي، وعمل مدرسًا خصوصيًا فيما بعد لـ ألكسندر الثالث.
ويعد العمل الأدبي الرائع لسولوفيوف تاريخ روسيا منذ العصور الأولى (History of Russia from the Earliest Times) عملًا فريدًا من نوعه بالنظر إلى غرضه وعمقه. منذ عام 1851 حتى وفاته، نشر 29 مجلدًا من هذا العمل. من بين كتبه الأخرى، تاريخ سقوط بولندا (History of Poland's Downfall) (عام 1863) وقراءات عامة عن بطرس الكبير (Public Readings on Peter the Great) (عام 1872) ومن المحتمل أن هذين العملين يمثلان أشهر أعماله.

## آراؤه وتأثيره
أثنى سولوفيوف على موقع روسيا الجغرافي كمعقل للمسيحية في الشرق. وفي رأيه، نتجت الدولة الروسية من «التطور الطبيعي والضروري» لعديد من القوى السياسية والاجتماعية التي حاول اقتفاء أثرها. وقد أولى اهتمامه الخاص بالإصلاحات التي حدثت أثناء الأوقات العصيبة وفي ظل حكم بطرس الأكبر، الذي وصفه بأنه ابتلاء مؤقت أصاب كيان الدولة الروسية.
وحسبما ورد في موسوعة بريتانيكا عام 2004، كان تاريخه «عبارة عن نسيج هائل من المعلومات في هيئة كيان واحد متحد ومنظم نتج عنه صورة قوية وواقعية على نحو ممتاز تصف التطور السياسي الروسي على مر القرون. كما كان عمله يمثل طليعة حقبة جديدة من الثقافة الروسية بتصوره لروسيا في تطورها من العمليات الأساسية والعقلية بدءًا من مجتمع بدائي يقوم أساسًا على الأسرة وصولاً إلى دولة مركزية أوتوقراطية».

## روابط خارجية
- سيرجي سولوفيوف على موقع الموسوعة البريطانية (الإنجليزية)